# Christina Masterson
Christina Marie Masterson  (Anaheim, California; 2 de abril de 1989)  más conocida como Christina Masterson, es una actriz de cine, teatro y televisión estadounidense de origen surcoreana, conocida por interpretar a Emma Goodall, la   Ranger Rosa en la serie televisiva Power Rangers Megaforce.

## Biografía
Es una actriz estadounidense, que actualmente se ve en el reinicio de la icónica serie de televisión Power Rangers, "Power Rangers Megaforce." Christina ha adquirido el carácter de la Ranger Rosa con orgullo, dedicación y conocimiento del impacto que la franquicia sigue teniendo con los aficionados, jóvenes y viejos.[cita requerida]
Masterson comenzó su carrera como modelo y es un recién llegado a la industria del entretenimiento. A la edad de dieciséis años, Masterson comenzó a trabajar como modelo, con un enfoque en los mercados globales y asiáticos. Tras su éxito modelado, Masterson comenzó a filmar comerciales internacionales, incluyendo una campaña de televisión para Levis. También se puede ver en varios comerciales de televisión como la Coca-Cola, Levi, Johnson & Johnson.
Christina Masterson hizo su debut en el cine con un papel en la comedia de New Line Cinema "Monster-in-Law" (2005), protagonizada por Jennifer López, Jane Fonda y Wanda Sykes ," Deadgirl" (2008), ella ha sido parte de los Kids Choice Awards (2014). Los créditos televisivos de Masterson incluyen "CSI: Crime Scene Investigation" y ". La vida secreta de una adolescente" papeles de la película indie de Masterson incluyen "Monster II" (2012) como el papel principal de 'Gabby' y en "Zombie" 360" (2014) como "Lisa".
Masterson se crio en el sur de California como la niña media con dos hermanos mayores y dos hermanos menores. Sus pasiones son la música y los viajes.

## Filmografía
| Año  | Título         | Papel                         |  |
| ---- | -------------- | ----------------------------- |  |
| 2005 | Monster-in-Law | Pretty Young Thing at Wedding |  |
| 2008 | Deadgirl       | Rosy                          |  |
| 2012 | Monster        | Gabby                         |  |
| 2012 | Sharkproof     | Katy                          |  |

### Televisión
| Año       | Título                                   | Papel                              | Nota                                                 |
| --------- | ---------------------------------------- | ---------------------------------- | ---------------------------------------------------- |
| 2007      | Not Another High School Show             | Boych Posse                        | 1 episodio                                           |
| 2010      | CSI: Crime Scene Investigation           | Lexie                              | estrella invitada 1 episodio, serie de TV            |
| 2012      | The Secret Life of the American Teenager | Random Girl                        | estrella invitada 1 episodio, serie de TV ABC Family |
| 2013—2014 | Power Rangers Megaforce                  | Emma Goodall/Megaforce Ranger Rosa | Protagonista, serie de TV Nickelodeon                |
| 2017      | Toxic Shark                              | Audra                              |                                                      |
| 2018      | S.W.A.T.                                 | Tina                               |                                                      |
| 2018      | Starfish                                 | Grace                              |                                                      |